# Agatha Christie's Partners in Crime
Agatha Christie's Partners in Crime är en brittisk TV-serie från 1983–1984. Serien är baserad på Agatha Christies novellsamling Par i brott från 1929. Serien regisserades av John A. Davis och Tony Wharmby och i huvudrollerna som amatördetektiverna tillika äkta paret Prudence 'Tuppence' och Tommy Beresford ses Francesca Annis och James Warwick. Reece Dinsdale spelade deras assistent Albert i alla avsnitt förutom tre och fem.

## Historia
Serien föregicks av TV-filmen Den hemlighetsfulle motståndaren, en adaption av Christies andra roman Den hemlighetsfulle motståndaren från 1922, vilken introducerade Tommy och Tuppence. Filmen fungerade som en introduktion till den efterföljande seriens tio avsnitt. 
Serien följde novellerna noggrant med ett par undantag, där man strök några återkommande intriger, varför man också lät bli att filma tre av novellsamlingens kapitel (The Adventure of the Sinister Stranger, Blindman's Bluff och The Man Who Was No. 16).
I originalnovellerna löser paret Beresford sina mysterier genom att klä ut sig till och imitera fiktiva och välkända detektiver från världslitteraturen såsom Hercule Poirot (Christies egen skapelse), Fader Brown och Sherlock Holmes. Fallen ger paret en ursäkt att klä ut sig och parodiera sina litterära föregångare.

## Avsnitt
| Gavan O'Herlihy (som Julius P. Hersheimmer) George Baker (som Mr Whittington) Alec McCowen (som Sir James Peele Edgerton) Honor Blackman (som Rita Vandemeyer) Arthur Cox (som kommissarie Marriott) Peter Barkworth (som Carter) Toria Fuller (som Jane Finn) | John Fraser (som Kramenin) Donald Houston (som Boris) Joseph Brady (som Dr Hall) Wolf Kahler (som tysken) Peter Lovstrom (som Henry) Matthew Scurfield (som Conrad) Holly Watson (som barn på stranden) | Phyllida Hewat (som kvinna i tebutik) James Walker (som första biträde) Mike Elles (som andra biträde) Gabrielle Blunt (som Annie) Norman Hartley (som florist) Roger Ostime (som receptionist på Ritz Hotel) Nicholas Geake (som Watson) |  |

| Dulcie Gray (som Lady Laura Barton) Arthur Cox (som kommissarie Marriott) William Hootkins (som Hamilton Betts) Graham Crowden (som överste Kingston Bruce) Susannah Morley (som Beatrice Kingston Bruce) Lynda La Plante (som Phyllis Betts) | Charles Shaughnessy (som John Rennie) Fleur Chandler (som Janet Smith) Ursula Mohan (som Elsie) Tim Woodward (som Lawrence St Vincent) Noel Dyson (som Mrs Kingston Bruce) |  |

| Liz Smith (som Hannah McPherson) Lynsey Baxter (som Lois Hargreaves) Kim Clifford (som Rose Holloway) Michael Cochrane (som kapten Dennis Radcliffe) | Deddie Davies (som Mrs Holloway) Anita Dobson (som Esther Quant) Louisa Rix (som Mary Chilcott) Joan Sanderson (som Rachel Logan) Granville Saxton (som Dr Burton) |  |

| Denis Lill (som Hollaby junior) Jim Wiggins (som biljettlösare) Edwin Brown (som Hollaby senior) Terence Conoley (som major Barnard) | Denis Holmes (som Lecky) Emily Moore (som Doris Evans) Robin Parkinson (som hyresvärd) Dorothea Phillips (som servitris) |  |

| Jane Booker (som Monica Deane) Bill Dean (som Edmund Hove) David Delve (som Percival Smart) David Delve (som Dr O'Neil) | Geoffrey Drew (som Norman Partridge) Alan Jones (som Gerald Rush) Elspeth MacNaughty (som Bella Hove) | George Malpas (som Frank Mulberry) Pam St. Clement (som Mrs Crockett) Ben Stevens (som Cockwell) |  |

| Arthur Cox (som kommissarie Marriott) Benjamin Whitrow (som Sir Arthur Merivale) Annie Lambert (som Lady Merivale) | Peter Blythe (som kapten Bingo Hale) Anna Turner (som änka) John Gillett (som Dr Stoughton) |  |

| Arthur Cox (som kommissarie Marriott) Moria Brooker (som Tilly) Michael Carter (som Rodriguez) T. P. McKenna (som Randolph Wilmott) | Tricia George (som Poppy St Albans) Jennie Linden (som Cicely March) Clive Merrison (som Richards) Catherine Schell (som Virma La Strange) | Norma West (som Estelle Blaney) Jo Ross (som Gwen Foster) |  |

| Tim Brierly (som James Reilly) Roger Kemp (som kommissarie Jeavons) Christopher Johnston (som PC Bamford) Geoffrey Greenhill (som polis) Valerie Lilley (som Ellen) | Constantine Gregory (som Bulger Escourt) Patrick Marley (som Lord Leconbury) Linda Marlowe (som Gilda Glenn) Anne Stallybrass (som Dorothea Honeycott) Paddy Ward (som Barman) |  |

| Ellis Dale (som Henri) Michael Jayes (som Peter Le Marchant) Preston Lockwood (som hovmästare) Tim Meats (som Montgomery Jones) | Anna Nygh (som Una Drake) Anna Nygh (som Vera Drake) Gay Soper (som hotellreceptionist) Stephen Wale (som parkeringsvakt) | Elaine Wells (som husa) |  |

| Jonathan Newth (som Gabriel Stavansson) Rowena Cooper (som Dr Irma Kleber) Ewan Hooper (som Dr Horriston) Elspeth March (som Lady Susan Clonray) | Elizabeth Murray (som Hermione Leigh Gordon) Tim Pearce (som Muldoon) Mischa de la Motte (som betjänt) |  |

| Shane Rimmer (som Hank Ryder) Arthur Cox (som kommissarie Marriott) Carolle Rousseau (som Marguerite Laidlaw) David Quilter (som major Laidlaw) | Christopher Scoular (som kapten James Faulkener) Peter Godfrey (som Maybrick) Lawrence Davidson (som monsieur Héroulade) | Terence Hillyer (som chaufför) Stan Pretty (som Harry the Barman) |